# Garnett
Garnett és una població dels Estats Units a l'estat de Kansas. Segons el cens del 2006 tenia 3.280 habitants.

## Demografia
Segons el cens del 2000, Garnett tenia 3.368 habitants, 1.439 habitatges, i 886 famílies. La densitat de població era de 434,9 habitants/km².
Dels 1.439 habitatges en un 28,8% hi vivien nens de menys de 18 anys, en un 50,2% hi vivien parelles casades, en un 8,5% dones solteres, i en un 38,4% no eren unitats familiars. En el 34,7% dels habitatges hi vivien persones soles el 21,1% de les quals corresponia a persones de 65 anys o més que vivien soles. El nombre mitjà de persones vivint en cada habitatge era de 2,25 i el nombre mitjà de persones que vivien en cada família era de 2,91.
Per edats la població es repartia de la següent manera: un 24,4% tenia menys de 18 anys, un 7,5% entre 18 i 24, un 23,3% entre 25 i 44, un 20,7% de 45 a 60 i un 24,1% 65 anys o més.
L'edat mediana era de 41 anys. Per cada 100 dones de 18 o més anys hi havia 82,1 homes.
La renda mediana per habitatge era de 31.518$ i la renda mediana per família de 38.095$. Els homes tenien una renda mediana de 31.175$ mentre que les dones 19.858$. La renda per capita de la població era de 16.265$. Entorn del 9,2% de les famílies i el 13% de la població estaven per davall del llindar de pobresa.

## Poblacions properes
El següent diagrama mostra les poblacions més properes.